# YEBISUセレブリティーズ
『YEBISUセレブリティーズ』（エビスセレブリティーズ）は、原作：岩本薫、作画：不破慎理による日本のBL漫画・小説作品。ビブロス（のちリブレ出版）にて2004年から2014年にかけて発売された。ドラマCD化や、OVA化などのメディアミックスがなされた。

## 概要
連載当初は旧ビブロスで掲載されていたが、のちにリブレ出版で連載再開した。
2006年には新装版コミックスでも発売。小説版全6巻+Special1巻。コミックス版全5巻+久家×益永ver.1巻。キャラクターブックも発売されている。
2010年にはOVA化『YEBISUセレブリティーズ1st』がDVDとして発売された。
タイトルの由来は、事務所名のYebisu Graphics（エビス・グラフィックス）から。通称エビリティ。
煽り文は「デザインとは、無限の可能性。まるで彼らの恋そのもの。」

## あらすじ
デザイン学校生の藤波はるかがバイト先のデザイン事務所Yebisu Graphicsにやってくるところから物語が始まる。（ここでの季節は5月頃）小説・コミックスで登場するカップリングが少しずつ違う。また小説とコミックスで時間軸がかぶっていたりする。

## 登場人物

### Yebisu Graphics（エビス・グラフィックス）
恵比寿にあるデザイン事務所。大城崇によって設立された。設立の際には実家からの援助は一切受けていない。地上3階、地下2階から成る。1階部分はカフェ、2〜3階はオフィス、地下1階はダイナー、地下2階は駐車場である。就業時間は10時〜18時で残業禁止。ばれるとボスから大目玉をくらう。国内外にクライアントを持ち、それぞれが名実共に超一流企業である。
大城崇（だいじょう たかし）声 - 小杉十郎太
『Yebisu Graphics』代表取締役社長兼プロデューサー。通称ボス。34歳。陣内と2人で『LOTUS』を経営している。『CASTLE WATCH』社長兼経団連会長の一人息子で、本来の後継者。10代の終わりに家を飛び出して以来、実家とは疎遠になっている。特に父親とはそれ以来会話すらしていない。
「スーツ着用」「残業禁止」の規則を作った張本人。「すべてのクリエイティブはまず身だしなみから始まる」がモットーで、自分を磨く余裕のない人間に人を感動させるビジュアルは作れないと考えている。午後6時以降は仕事をしない主義。
プロデューサーとしての実績と圧倒的なカリスマ性を持ち、業界では一目おかれる存在で個性派揃いのエビリティ達をまとめている。フード業界にも顔が利き、自身もかなり食にうるさい。料理の腕前はプロ並み。
藤波はるか（ふじなみ はるか）声 - 鈴村健一（ドラマCD）、堀江一眞（DVD）
『Yebisu Graphics』のアルバイト生→正社員。23歳。ごく一般的なサラリーマン家庭に生まれ育つ。就職浪人生で、以前からデザイナーになりたいと思っていた。好奇心旺盛な性格。久家曰く「ボスのお気に入り」。持ち前の頑張りと根性、さりげない気配りができる。お茶を淹れるのが上手（※母親直伝）。リクルートスーツ1着しか持っていなかったが、後に高級ブランド（APACHE）スーツをボスから追加される。
ボスと行動を共にすることが多く、特に昼食は一緒。以前より彼を持て余していた同僚たちからは、ボスのお守り役として感謝されている。
綿貫凌（わたぬき りょう）声 - 成田剣
『Yebisu Graphics』アートディレクター。31歳。世界的インテリアメーカー『LABO』をクライアントに持つ。金沢の旧家出身で、父親は地元の名士。事務所のNo.2。事務所設立時から生え抜きのメンバーでもある。ボスの片腕として事務所の運営に携わる。事務所の二階に個室を持っている。周りからは上司の位置づけにいる。笹生とは同郷の幼馴染。
久家有志（くげ ゆうじ）声 - 神奈延年
『Yebisu Graphics』グラフィックデザイナー。26歳。ファッションブランド『APACHE』をクライアントに持つ。モデル並みの美男子。芸能一家の長男。父親は世界的映画監督、母親は日本を代表する舞台女優、双子の妹は売れっ子女優。根っからのセレブで、幼いときから裕福な生活を送ってきた。交友関係は広く芸能関係者を始め、派手である。幼少期の経験から、それを疎ましく思っている。プライベートは基本的にオフレコ。今は家族との交流は殆ど無い。遅刻常習犯で女たらし、ふらふらと勝手に出歩いたり誰にでも傍若無人な振る舞いが目立つ。益永とは自他共に認める犬猿の仲。仕事面では非常に優秀で、ひらめき系の天才肌。ボスには頭が上がらない。
美大生時代に、グラフィックアート展で大賞を受賞した。その授賞式に益永と初めて顔を合わせている。
益永和実（ますなが かずみ）声 - 千葉進歩
『Yebisu Graphics』アートディレクター。27歳。通称・孤高のクールビューティ。父親、兄は共に内科医。気難しい性格の兄とはうまくいってない。人目を引く美貌と学生とは思えないデザインのクオリティの高さで、芸大生時代より注目を集めていた。神経質で繊細、潔癖症な性格。接触恐怖症気味。人付き合いが苦手。タイポグラフィの達人で、文字組の美しさで右に出るものはいない。写真集や書籍の装丁に長けている。
久家とは、芸大院生の時にグラフィックアート展の授賞式で、初対面している（久家の次席だった）その時の久家の態度があまりにも無礼だったため印象は悪化し、一方的に忌み嫌う。
笹生アキラ（ささお アキラ）声 - 私市淳
『Yebisu Graphics』グラフィックデザイナー。24歳。クライアントはまだ無い。金沢の旧家出身。父親は有名な書家、母親は華道の家元。事務所一の最年少社員。小柄で可愛らしい外見をした、事務所の癒し系でもある。綿貫とは同郷の幼馴染。
独特の色彩感覚で描かれるイラストレーションは、数々のコンクールで受賞を経験している。あがり症で、人前に立つことが苦手。現在の事務所に所属する前は、大手広告代理店に勤めていた。
高館要（たかしろ かなめ）声 - 伊藤健太郎
『Yebisu Graphics』コピーライター。29歳。総務担当でもある。事務所唯一のコピーライター。
常に笑顔を絶やさない反面シニカルな毒舌家。掴み所がなく、飄々とし、プライベートも謎が多い人物。事務所内では、よき兄貴分として社員をまとめている。ボスとは大学が同じ。

### CASTLE WATCH
国内で業界第一位の時計メーカー。創始者は大城&陣内の曽祖父。現社長は大城の父親であり、陣内が跡継ぎの筆頭。
陣内高史（じんない たかふみ）声 - 大川透
大城の従兄弟。『CASTLE WATCH』東京本部長。社長を傍らで支えている。トップに立つ者としての才能と力量を十分に備えているエリート。34歳。大城と2人で『LOTUS』を経営している。ソフトかつ気高い雰囲気を持つ美男子。
物腰柔らかく温厚な性格。エビリティ達とも面識があり、仲が良い。大城とは実の兄弟のように親しい。

### LOTUS DINER
『Yebisu Graphics』社屋の１階にあるベトナムをベースとしたアジアンテイストが売りのカフェ。大城と陣内が共同で経営している。その為陣内も月に一度は店に出向いて料理やサービスの質をチェックしている。地下はダイナーである。よくエビリティも、昼食や打ち上げに利用する。テイクアウトも可能。
東城雪嗣（とうじょう ゆきつぐ）声 - 平川大輔
大城&陣内の幼馴染で、チーフギャルソン。32歳。愛称ユキ。元々は裕福な生まれだったが、父親の事業の失敗から大城たちに見つけられるまで壮絶な人生を送ってきた。立ち姿がきびきびと美しく、接客態度も完璧で評判も高い。常に冷静な態度を崩さないことから、店員やエビリティからは『雪の女王（アイスドール）』と呼ばれる。常連客かつ『LABO　JAPON』日本支社長のアルベルトに、2年前から口説かれている。

### LABO
世界的インテリアメーカーで、本社はイタリア。担当は綿貫。『自然との調和』を信条にしており、無駄な森林の伐採を避けるためLABOの家具はすべて職人の手で無料で修繕するサービスをしている。アジアエリア統括責任者としてアルベルト・フランチェスコ・ディ・エンリケが来日してから3年後、青山にショールーム『COLOSSEO』を開く。これにより、日本でのLABOの家具は日本国内で修繕することが可能になった。
アルベルト・フランチェスコ・ディ・エンリケ声 - 一条和矢
シチリア島出身のイタリア人。黒髪に浅黒い肌。「イタリアの伊達男」を体現した美丈夫。34歳。『LABO』日本支社長。語学に強く、母国語のイタリア語をはじめ、日・仏・英・中と5ヶ国語を話せる。女性誌でも「今、最もセクシーでセレブな男」と評判をとっている。陽気で人懐こい性格。恋愛面では粘り強く、打たれ強い情熱的な迫りを信条としているラテン系。東城に一目ぼれして以来猛アタックし続けるが、袖にされ続けている。
加賀美淳弥（かがみ じゅんや）声 - 遊佐浩二
アルベルト付きの秘書兼片腕。容姿端麗で、感情はあまり表に出ないタイプ。常に社内を厳しく統括し、社員に苦言を呈する。あだ名は『鬼の風紀委員長』、『感情を持たないサイボーグ』、『鉄面皮』。女性社員の隠れファンが存在する。
元は外資系商社に勤務していたが、伊・英・仏を操る語学力を買われ『LABO』にヘッドハンティングされる。秘書として非常に優秀で、アルベルトからも『自慢の最高の秘書』と評価されている。

### APACHE
『Yebisu Graphics』のクライアントで担当は久家。谷地猛流がフランスで立ち上げたファッションブランド。デビュー10周年を迎える。『APACHE』（無頼漢）名の通り、小さく野生的な感じの服作りが若者の間で人気が高い。パリコレの常連で、プレス関係者たちからもその評価は高い。日本ではAPACHEの評価がトレンドの指標となっている。
谷地猛流（やち たける）声 - 土田大
『APACHE』オーナー兼デザイナー。無精髭を生やし、右耳にピアスをつけた大柄な男。バリタチのゲイでその界隈ではかなりの有名人。放浪癖があり、東京には年の三分の一も滞在せず東京とパリを二大拠点に、常にインスピレーションを求めて各国を放浪する生活をしている。久家とは初対面の頃から気が合い、兄貴分としてプライベートでも飲みにいったりする仲。『人生のプライオリティは仕事が一番、恋愛は二の次』を信条にしている。特定の恋愛の相手は作らず、一夜限りの関係を好む。

## アニメーション
『YEBISUセレブリティーズ1st』は、2010年に株式会社ムービックが制作されたOVA。2010年5月28日にリブレ出版株式会社より発売された。全編45分。
本作は初の新しい映像コンテンツ「ANiMiX」アニメソフトが制作されたアニメーション。

### スタッフ
- 原作：岩本薫、不破慎理（BBS「YEBISUセレブリティーズ1st」所載(リブレ出版)）
- プロデューサー：川島由紀子（リブレ出版）、青木正幸（アニメイト）、鈴木利彦（ムービック）
- クリエイティブプロデューサー：菊地晃一
- 演出：鳥丸涼
- 原画：柊奈々
- 動画：Wish
- 仕上げ：Wish、水野智
- 特効：水野智
- 撮影：倉谷涼一
- 音響制作：スタジオノワ
- 音響監督：菊地晃一
- 音楽：武本遙
- 錄音調整：伊藤恭介
- 効果：今野康之
- 錄音スタジオ：スリーエス・スタジオ
- ロゴデザイン：小営ひとみ（ココデザイン）
- パッケージデザイン：齊藤麻実子
- 企画・製作：「YEBISU」プロジェクト
- 映像制作：GARDEN LODGE／スタジオノワ
- 発売元：リブレ出版株式会社
- 販売元：株式会社ムービック

### DVD
『YEBISUセレブリティーズ1st』（2010年5月28日発売）
- 初回特典 - キャストによるフリートークCD・描き下ろしDVDジャケット
- アニメイト特典 - 描き下ろしマンガ「Cherish」・キャスト座談会小冊子
- b-boyショッビング特典 - 描き下ろしマンガ「ゲームの夜」・キャラクター座談会小冊子

## 単行本

### 漫画
- Yebisuセレブリティーズ（2004年5月、ビブロスビーボーイコミックス）
  - Yebisuセレブリティーズ1st新装版（2006年11月、リブレビーボーイコミックス）
- Yebisuセレブリティーズ2nd（2005年5月、ビブロスビーボーイコミックス）
  - Yebisuセレブリティーズ2nd新装版（2006年12月、リブレビーボーイコミックス）
- Yebisuセレブリティーズ3rd（2006年8月、リブレビーボーイコミックス）
- Yebisuセレブリティーズ4th（2007年7月、リブレビーボーイコミックス）
- Yebisuセレブリティーズ5th（2008年5月、リブレビーボーイコミックス）
- Yebisuセレブリティーズ久家×益永ver.（2013年10月、リブレビーボーイコミックス）

### 小説
- Yebisuセレブリティーズ（2004年5月、ビブロスビーボーイノベルス）
  - Yebisuセレブリティーズ新装版（2006年11月、リブレビーボーイノベルス）
- Yebisuセレブリティーズ2（2005年5月、ビブロスビーボーイノベルス）
  - Yebisuセレブリティーズ2新装版（2006年12月、リブレビーボーイノベルス）
- Yebisuセレブリティーズ3（2005年5月、ビブロスビーボーイノベルス）
  - Yebisuセレブリティーズ3新装版（2006年12月、リブレビーボーイノベルス）
- Yebisuセレブリティーズ4（2006年7月、リブレビーボーイノベルス）
- Yebisuセレブリティーズ5（2007年11月、リブレビーボーイノベルス）
- Yebisuセレブリティーズ6（2008年5月、リブレビーボーイノベルス）
- YebisuセレブリティーズSpecial（2014年3月、リブレビーボーイノベルス）

## CD

### ドラマCD
- 『YEBISUセレブリティーズ』（2004年10月28日発売 インディペンデントレーベル）
- 『YEBISUセレブリティーズ2』（2005年9月28日発売 インディペンデントレーベル）
- 『YEBISUセレブリティーズ3』（2006年9月28日発売 インディペンデントレーベル）
- 『YEBISUセレブリティーズ4』（2006年10月28日発売 インディペンデントレーベル）
- 『YEBISUセレブリティーズ6』（2008年4月23日発売 インディペンデントレーベル）
- 『YEBISUセレブリティーズ Grand Finare』（2008年8月27日発売 リブレ出版）
- 『YEBISUセレブリティーズ Cue Egg Label 復刻版ドラマCD』（2007年6月22日発売 マリン・エンタテインメント）
- 『YEBISUセレブリティーズ2 Cue Egg Label 復刻版ドラマCD』（2007年6月22日発売 マリン・エンタテインメント）
- 『YEBISUセレブリティーズ Encore』（2009年6月24日発売 リブレ出版）

### イメージ・アルバム
- 『YEBISUセレブリティーズ5』（2007年12月19日発売 リブレ出版）
- 『YEBISUセレブリティーズ7』（2008年5月28日発売 リブレ出版）

## イラスト集
- 『YEBISUセレブリティーズ キャラクターズブック』（2006年8月31日発売 リブレ出版） ISBN 978-4862630179